# Вишгородок (Псковська область)
Вишгородок (рос. Вышгородок) — присілок в Питаловському районі Псковської області Російської Федерації.
Населення становить 478 осіб. Входить до складу муніципального утворення Гавровська волость.

## Історія
Від 2015 року входить до складу муніципального утворення Гавровська волость.

## Населення
| 2001 | 2002 | 2010 |
| ---- | ---- | ---- |
| 534  | ↘495 | ↘478 |